# A Million Voices
Az A Million Voices (magyarul: Egy millió hang) egy dal, amely Oroszországot képviselte a 2015-ös Eurovíziós Dalfesztiválon, Bécsben Polina Gagarina előadásában. A dal és előadóját az orosz közszolgálati televízió, a Pervij Kanal kérte fel a eurovíziós szereplésre, így a szerzemény kifejezetten a dalfesztiválra íródott.
A dalhoz videóklip is készült, melyet 2015. március 11-én mutattak be.
Az Eurovíziós Dalfesztiválon, Bécsben először a május 19-i első elődöntőben adták elő, fellépési sorrendben tizenkettedikként. Az elődöntőből az 1. helyen jutott tovább a május 23-án rendezett döntőbe, ahol a szavazás során 303 pontot szerzett, ez pedig a 2. helyet jelentette a huszonhét fős mezőnyben.

## Külső hivatkozások
- Dalszöveg (angol nyelven). 4lyrics.eu
- A dal videóklipje. YouTube-videó, Eurovision Song Contest, 2015. március 11.